# Alessandro Schöpf
Alessandro Schöpf (Umhausen, 7 febbraio 1994) è un calciatore austriaco, centrocampista del Wolfsberger.

## Carriera

### Nazionale
Nel 2013 ha esordito con la nazionale Under-21 austriaca, disputando alcune partite di qualificazione agli Europei di categoria del 2015.
Viene convocato per gli Europei 2016 in Francia, rassegna in cui mette a segno l'unica rete della nazionale austriaca nella sconfitta per 2-1 contro l'Islanda. Successivamente viene convocato anche per gli Europei 2020, scendendo in campo in due occasioni, sempre da subentrante.

## Statistiche

### Cronologia presenze e reti in nazionale
| Cronologia completa delle presenze e delle reti in nazionale ― Austria | Cronologia completa delle presenze e delle reti in nazionale ― Austria | Cronologia completa delle presenze e delle reti in nazionale ― Austria | Cronologia completa delle presenze e delle reti in nazionale ― Austria | Cronologia completa delle presenze e delle reti in nazionale ― Austria | Cronologia completa delle presenze e delle reti in nazionale ― Austria | Cronologia completa delle presenze e delle reti in nazionale ― Austria | Cronologia completa delle presenze e delle reti in nazionale ― Austria |
| Data                                                                   | Città                                                                  | In casa                                                                | Risultato                                                              | Ospiti                                                                 | Competizione                                                           | Reti                                                                   | Note                                                                   |
| ---------------------------------------------------------------------- | ---------------------------------------------------------------------- | ---------------------------------------------------------------------- | ---------------------------------------------------------------------- | ---------------------------------------------------------------------- | ---------------------------------------------------------------------- | ---------------------------------------------------------------------- | ---------------------------------------------------------------------- |
| 26-3-2016                                                              | Vienna                                                                 | Austria                                                                | 2 – 1                                                                  | Albania                                                                | Amichevole                                                             | -                                                                      | 87’                                                                    |
| 29-3-2016                                                              | Vienna                                                                 | Austria                                                                | 1 – 2                                                                  | Turchia                                                                | Amichevole                                                             | -                                                                      | 78’                                                                    |
| 31-5-2016                                                              | Klagenfurt am Wörthersee                                               | Austria                                                                | 2 – 1                                                                  | Malta                                                                  | Amichevole                                                             | 1                                                                      | 63’                                                                    |
| 4-6-2016                                                               | Vienna                                                                 | Austria                                                                | 0 – 2                                                                  | Paesi Bassi                                                            | Amichevole                                                             | -                                                                      | 82’                                                                    |
| 14-6-2016                                                              | Bordeaux                                                               | Austria                                                                | 0 – 2                                                                  | Ungheria                                                               | Euro 2016 - 1º turno                                                   | -                                                                      | 78’                                                                    |
| 18-6-2016                                                              | Parigi                                                                 | Portogallo                                                             | 0 – 0                                                                  | Austria                                                                | Euro 2016 - 1º turno                                                   | -                                                                      | 65’ 86’                                                                |
| 22-6-2016                                                              | Saint-Denis                                                            | Islanda                                                                | 2 – 1                                                                  | Austria                                                                | Euro 2016 - 1º turno                                                   | 1                                                                      | 46’                                                                    |
| 5-9-2016                                                               | Tbilisi                                                                | Georgia                                                                | 1 – 2                                                                  | Austria                                                                | Qual. Mondiali 2018                                                    | -                                                                      | 67’                                                                    |
| 6-10-2016                                                              | Vienna                                                                 | Austria                                                                | 2 – 2                                                                  | Galles                                                                 | Qual. Mondiali 2018                                                    | -                                                                      | 79’                                                                    |
| 9-10-2016                                                              | Belgrado                                                               | Serbia                                                                 | 3 – 2                                                                  | Austria                                                                | Qual. Mondiali 2018                                                    | -                                                                      | 63’                                                                    |
| 12-11-2016                                                             | Vienna                                                                 | Austria                                                                | 0 – 1                                                                  | Irlanda                                                                | Qual. Mondiali 2018                                                    | -                                                                      | 53’                                                                    |
| 28-3-2017                                                              | Innsbruck                                                              | Austria                                                                | 1 – 1                                                                  | Finlandia                                                              | Amichevole                                                             | -                                                                      | 72’                                                                    |
| 14-11-2017                                                             | Vienna                                                                 | Austria                                                                | 2 – 1                                                                  | Uruguay                                                                | Amichevole                                                             | -                                                                      | 74’                                                                    |
| 23-3-2018                                                              | Klagenfurt am Wörthersee                                               | Austria                                                                | 3 – 0                                                                  | Slovenia                                                               | Amichevole                                                             | -                                                                      | 74’                                                                    |
| 27-3-2018                                                              | Lussemburgo                                                            | Lussemburgo                                                            | 0 – 4                                                                  | Austria                                                                | Amichevole                                                             | -                                                                      | 62’                                                                    |
| 30-5-2018                                                              | Innsbruck                                                              | Austria                                                                | 1 – 0                                                                  | Russia                                                                 | Amichevole                                                             | 1                                                                      | 57’                                                                    |
| 2-6-2018                                                               | Klagenfurt am Wörthersee                                               | Austria                                                                | 2 – 1                                                                  | Germania                                                               | Amichevole                                                             | 1                                                                      | 76’                                                                    |
| 10-6-2018                                                              | Vienna                                                                 | Austria                                                                | 0 – 3                                                                  | Brasile                                                                | Amichevole                                                             | -                                                                      | 38’ 58’                                                                |
| 6-9-2018                                                               | Vienna                                                                 | Austria                                                                | 2 – 0                                                                  | Svezia                                                                 | Amichevole                                                             | -                                                                      | 59’                                                                    |
| 12-10-2018                                                             | Vienna                                                                 | Austria                                                                | 1 – 0                                                                  | Irlanda del Nord                                                       | UEFA Nations League 2018-2019 - 1º turno                               | -                                                                      | 75’                                                                    |
| 16-10-2018                                                             | Herning                                                                | Danimarca                                                              | 2 – 0                                                                  | Austria                                                                | Amichevole                                                             | -                                                                      | 71’                                                                    |
| 15-11-2018                                                             | Vienna                                                                 | Austria                                                                | 0 – 0                                                                  | Bosnia ed Erzegovina                                                   | UEFA Nations League 2018-2019 - 1º turno                               | -                                                                      | 67’                                                                    |
| 7-10-2020                                                              | Klagenfurt am Wörthersee                                               | Austria                                                                | 2 – 1                                                                  | Grecia                                                                 | Amichevole                                                             | -                                                                      | 46’                                                                    |
| 14-10-2020                                                             | Ploiești                                                               | Romania                                                                | 0 – 1                                                                  | Austria                                                                | UEFA Nations League 2020-2021 - 1º turno                               | 1                                                                      | 76’                                                                    |
| 28-3-2021                                                              | Vienna                                                                 | Austria                                                                | 3 – 1                                                                  | Fær Øer                                                                | Qual. Mondiali 2022                                                    | -                                                                      | 64’                                                                    |
| 2-6-2021                                                               | Middlesbrough                                                          | Inghilterra                                                            | 1 – 0                                                                  | Austria                                                                | Amichevole                                                             | -                                                                      | 71’                                                                    |
| 21-6-2021                                                              | Bucarest                                                               | Ucraina                                                                | 0 – 1                                                                  | Austria                                                                | Euro 2020 - 1º turno                                                   | -                                                                      | 33’                                                                    |
| 26-6-2021                                                              | Londra                                                                 | Italia                                                                 | 2 – 1 dts                                                              | Austria                                                                | Euro 2020 - Ottavi di finale                                           | -                                                                      | 90’                                                                    |
| 1-9-2021                                                               | Chișinău                                                               | Moldavia                                                               | 0 – 2                                                                  | Austria                                                                | Qual. Mondiali 2022                                                    | -                                                                      | 62’                                                                    |
| 4-9-2021                                                               | Haifa                                                                  | Israele                                                                | 5 – 2                                                                  | Austria                                                                | Qual. Mondiali 2022                                                    | -                                                                      | 68’                                                                    |
| 12-11-2021                                                             | Klagenfurt am Wörthersee                                               | Austria                                                                | 4 – 2                                                                  | Israele                                                                | Qual. Mondiali 2022                                                    | -                                                                      | 58’                                                                    |
| 29-3-2022                                                              | Vienna                                                                 | Austria                                                                | 2 – 2                                                                  | Scozia                                                                 | Amichevole                                                             | 1                                                                      | 59’                                                                    |
| Totale                                                                 |                                                                        | Presenze                                                               | 32                                                                     |                                                                        | Reti                                                                   | 6                                                                      |                                                                        |

## Palmarès
- Canadian Championship: 2

Vancouver Whitecaps: 2023, 2024
- Coppa d'Austria: 1

Wolfsberger: 2024-2025